# Wsadnik-Klasse
| Kaiserlich Russische Marine · Военно Морскоий Флот СССР (Sowjetische Seekriegsflotte) | Kaiserlich Russische Marine · Военно Морскоий Флот СССР (Sowjetische Seekriegsflotte)                                                 |
| ------------------------------------------------------------------------------------- | --- |
| Der russische Zerstörer Ussurijez                                                     | |
| Klassendetails                                                                        | |
| Schiffstyp:                                                                           | Zerstörer |
| Bauwerften:                                                                           | Friedrich Krupp-Germaniawerft, Kiel Mosostr, Helsingfors                                                                              |
| Dienstzeit:                                                                           | 1906–1947 |
| Einheiten:                                                                            | 4 |
| Technische Daten                                                                      | |
| Länge:                                                                                | 71,86 m |
| Breite:                                                                               | 7,5 m |
| Tiefgang:                                                                             | 2,5 m |
| Wasserverdrängung:                                                                    | Konstruktion: 570 t maximal ca. 750 t                                                                                                 |
| Antrieb:                                                                              | - 3 kohlegefeuerte Schulz-Thornycroft-Dampfkessel - 2 stehende 3-Zylinder- Dreifachexpansions-Dampfmaschinen - 6.500 PSi auf 2 Wellen |
| Geschwindigkeit:                                                                      | 26,0 kn |
| Reichweite:                                                                           | 460–623 sm bei 25 kn 1.270–2.510 sm bei 14 kn                                                                                         |
| Brennstoffvorrat:                                                                     | - 205 t Kohle |
| Bewaffnung:                                                                           | - 2 × 102-mm-Geschütze L/60 - 1 × 37-mm-Flak L/30 - 4 × 7,62-mm-Maschinengewehre - 3 × Torpedorohre (3x1) Ø 457 mm - 20 Minen         |
| Besatzung:                                                                            | 90 Mann |

Die Wsadnik-Klasse (russisch Всадник für Reiter) war eine Klasse russischer Zerstörer der Baltischen Flotte des zaristischen Russlands, die noch während des Russisch-Japanischen Krieges im Oktober 1904 zum Ersatz der Kriegsverluste bestellt wurde. Die Mittel zum Bau der Wsadnik-Klasse stellte das Komitee zur Verstärkung der russischen Flotte durch freiwillige Beiträge zur Verfügung, das auch die Auftragsvergabe übernahm. Alle vier Boote überdauerten den Ersten Weltkrieg.

## Torpedokreuzer
Bis zum 10. Oktober 1907 wurden die ersten echten Zerstörer der Kaiserlich Russischen Marine als Torpedokreuzer (Минные крейсера) bezeichnet.

## Entwurf

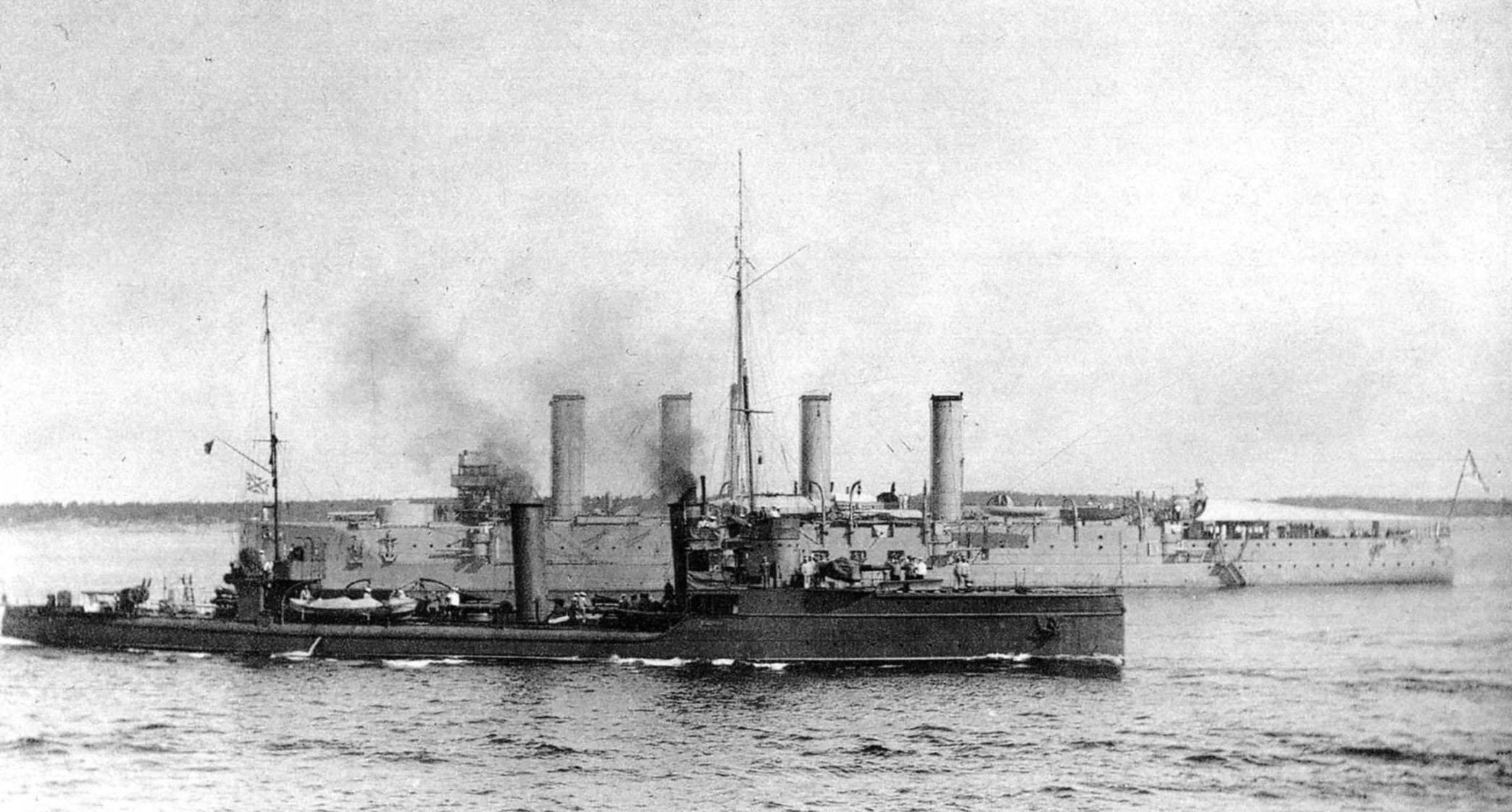
Ein russischer Zerstörer der Wsadnik-Klasse im Hintergrund der Panzerkreuzer Admiral Makarow

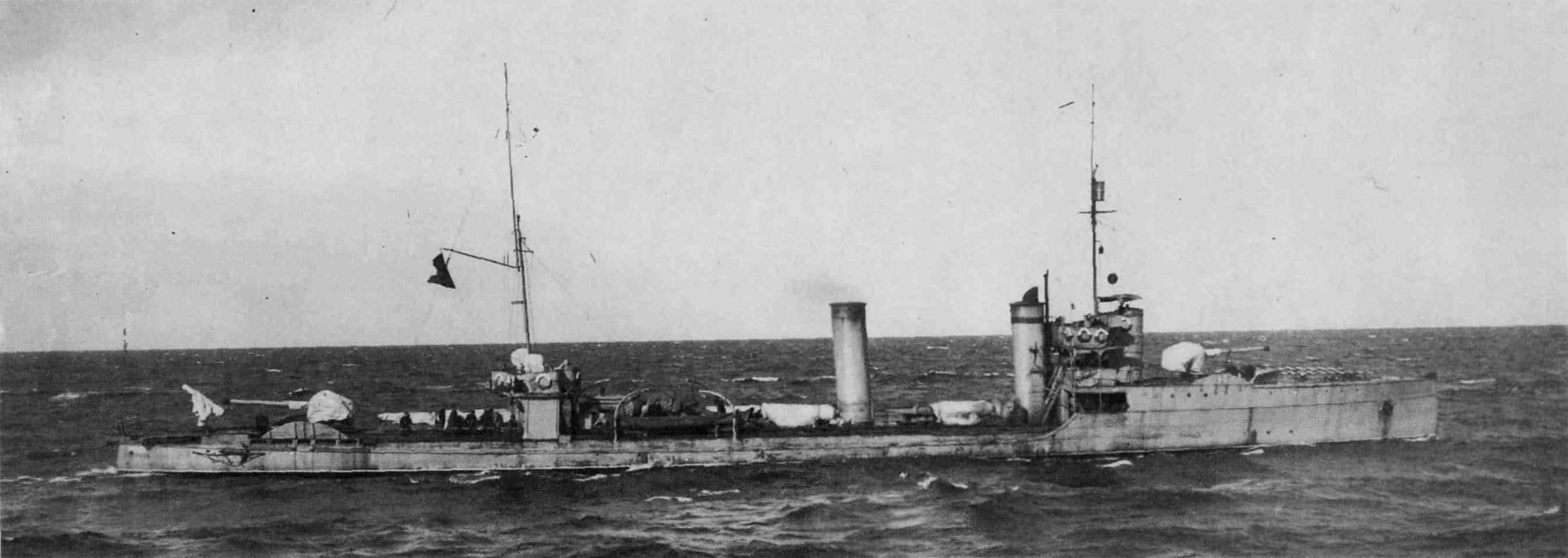
Russischer Zerstörer Amurez

Da die russischen Ostseewerften mit Rüstungsaufträgen ausgelastet und zudem die Leistungsfähigkeit der Maschinenbauindustrie sehr begrenzt waren, wich die russische Marine auf die Auftrags- bzw. Unterauftragsvergabe ins Ausland aus. Dabei wurden renommierte Schiffbaubetriebe mit der Projekterstellung, der Kessel- und Maschinenproduktion oder dem Vorfertigen des ganzen Schiffbaumaterials beauftragt.
Den Auftrag für die Wsadnik-Klasse erhielt die Kieler F. Krupp Germaniawerft, die aber aufgrund mangelnder Helgenkapazität nur die beiden ersten Boote baute und für die beiden anderen das komplette Material vorfertigte. Dies wurde anschließend nach Helsingfors überführt und auf der dortigen Werft Mosostr zusammengebaut. Die Boote gehörten nach Größe und Kampfkraft zu den ersten „echten“ Zerstörern der russischen Marine. Hervorstechende Merkmale der Klasse waren der ausgeprägte Rammsteven, die hochausgebaute Brücke und das abgerundete Kreuzerheck. Im Ganzen stellten sie eine leicht verkleinerte Version der Ochotnik-Klasse dar. Die Wsadnik-Klasse war die letzte Klasse der Baltischen Flotte mit Kolbenmaschinen als Antrieb.
Der ursprüngliche Entwurf sah nur zwei 75-mm- und sechs 57-mm-Geschütze vor, wobei eine Minenlegeeinrichtung für 20 Minen vorgesehen war. Aufgrund der Kriegserfahrungen 1904/05 wurde die Bewaffnung bei einer intensiven Überholung der vier Boote 1910–1911 auf der Werft Lange & Sohn in Riga schon auf zwei 102-mm-Geschütze verstärkt und zudem eine Luftabwehrbewaffnung eingebaut.
Eine Parallelentwicklung war die Emir-Bucharski-Klasse, die die Schichau-Werke konstruierten und für die sie Teile fertigten, die aber alle vier auf russischen Werften erstellt wurden. Sie selbst lieferten die Nachbauten der kleineren Kit-Klasse. Insgesamt erhielt die Kaiserlich Russische Marine 24 ähnliche Zerstörer nach deutschen Plänen. Vulcan stand hinter den acht Zerstörern der Ukraina-Klasse und den vier in Finnland gebauten Zerstörern der Ochotnik-Klasse. Die Kieler Germaniawerft plante die vier Zerstörer der Wsadnik-Klasse, von denen sie zwei selbst fertigte und plante die vier ähnlichen Boote der Leutnant-Schestakow-Klasse für das Schwarze Meer.
Die 24 Zerstörer werden von russischer Seite auch als Dobrowolez-(Freiwilliger)-Klasse bezeichnet, was den Namen des beschaffenden Komitees zur Verstärkung der russischen Flotte durch freiwillige Beiträge aufnimmt.

## Variante für die Schwarzmeerflotte
Aus dem Germania-Entwurf wurden die ähnlichen Zerstörer vom Typ Leitenant-Schestakow-Klasse (russ. „Лейтенант Шестаков“) für das Schwarze Meer abgeleitet, von denen vier 1909 fertiggestellt wurden. Alle wurden in Nikolajew gebaut. Sie wurden mit maximal 850 t etwas größer und trugen zuletzt zwei 120-mm-L/45-Geschütze und bis zu 50 Minen.

## Boote und Schicksale
| Schiff                                 | Bauwerft             | Kiellegung    | Stapellauf        | Indienststellung | Bemerkung |
| -------------------------------------- | -------------------- | ------------- | ----------------- | ---------------- | --- |
| Wsadnik 31. Dezember 1922 Sladkow      | Germaniawerft, Kiel  | 31. Juli 1904 | 6. September 1905 | Juni 1906        | Während des Ersten Weltkriegs diente das Boot in der Ostsee zur Bewachung der Minensperren in der Rigaer Bucht und war an den Gefechten im August 1915 und im Oktober 1917 beteiligt. Im April 1918 wurde es fahruntüchtig von deutschen Einheiten in Helsinki interniert, aber nach dem Frieden von Brest-Litowsk im Mai 1918 nach Kronstadt entlassen. Es schied im Juli 1928 aus der Flotte aus und wurde umgehend abgewrackt.                                            |
| Gaidamak                               | Germaniawerft, Kiel  | 31. Juli 1904 | 14. November 1905 | Juni 1906        | Während des Ersten Weltkriegs diente das Boot in der Ostsee zur Bewachung der Minensperren in der Rigaer Bucht und war an den Gefechten im August 1915 und im Oktober 1917 beteiligt. Es wurde am 21. Oktober 1919 zum Wachboot umklassifiziert, schied im November 1923 aus der Flotte aus und wurde aber erst 1927 abgewrackt. |
| Amurez 31. Dezember 1922 Schelesnjakow | Mosostr, Helsingfors | 18. Mai 1904  | Ende 1905         | 1907             | Während des Ersten Weltkriegs diente das Boot in der Ostsee zur Bewachung der Minensperren in der Rigaer Bucht und war an den Gefechten im August 1915, wobei es einen Minentreffer erhielt, und im Oktober 1917 beteiligt. Es wurde 1926 zum Begleit- und Kurierschiff umklassifiziert und schied im Januar 1935 aus der Flotte aus. Danach übernahm es die paramilitärische Organisation OSSOAWIACHIM zur eventuellen Nutzung als Blockschiff, die es 1947 abwracken ließ. |
| Ussurijez 31. Dezember 1922 Roschal    | Mosostr, Helsingfors | Frühjahr 1904 | 1905              | 1907             | Während des Ersten Weltkriegs diente das Boot in der Ostsee zur Bewachung der Minensperren in der Rigaer Bucht und war an den Gefechten im August 1915 und im Oktober 1917 beteiligt. Es wurde 1926 außer Dienst gestellt und 1927 abgewrackt. |